# Ramsar
Ramsar (in persiano رامسر‎) è una città iraniana della provincia di Mazandaran, sul mar Caspio, capoluogo dello shahrestān di Ramsar. Nel 1971 fu sede di un'importante conferenza internazionale durante la quale, il giorno 2 febbraio, venne approvata la Convenzione internazionale relativa alle zone umide di importanza internazionale, soprattutto come habitat degli uccelli acquatici, meglio nota come Convenzione di Ramsar.

## Ubicazione
Ramsar è la città più occidentale della provincia di Mazandaran. Confina col mar Caspio a nord, la provincia di Gilan a ovest, con quella di Qazvin a sud, e con la provincia di Tonekabon a est.

## Economia

### Turismo
Le mete turistiche più importanti sono le spiagge, la stazione termale, le foreste dei monti Alborz e il palazzo dell'ultimo Shah.

## Radioattività

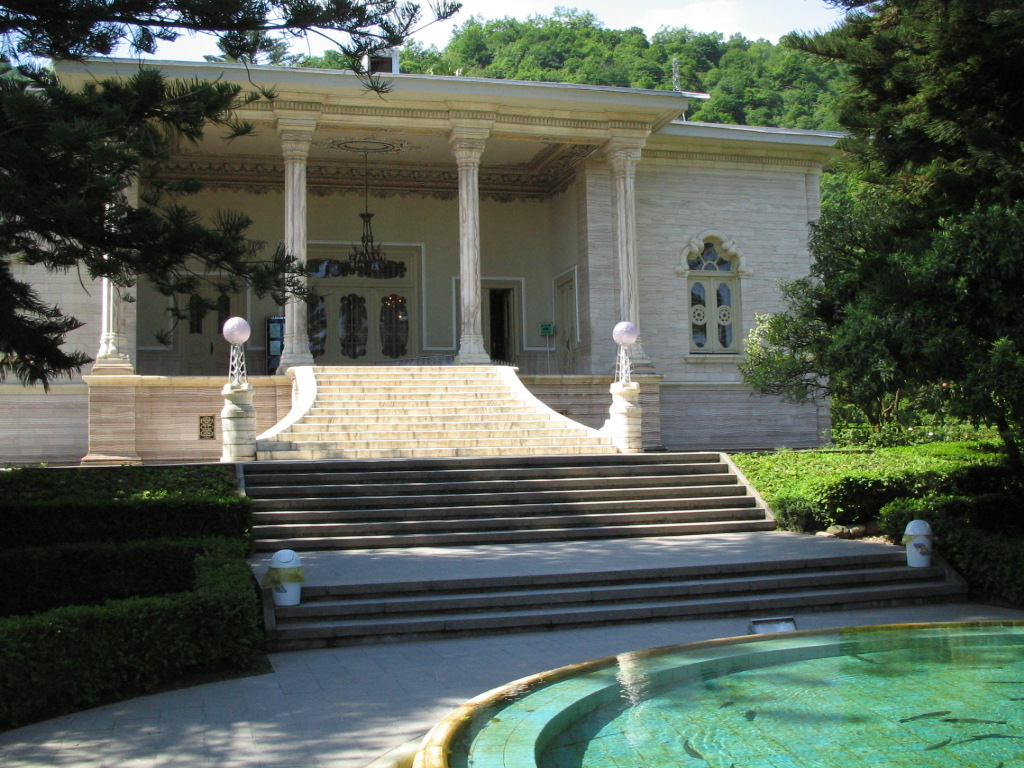
Il palazzo dello Shah a Ramsar

Svariate zone di questa città hanno fatto registrare le più alte concentrazioni di radioattività naturale del mondo, a causa della presenza di fonti termali radioattive. La radioattività a Ramsar è molto alta nelle 50 terme del luogo. In alcune di queste sorgenti calde si raggiunge il valore di 0,03 mSv/ora (262,8 mSv/anno). Per dare un'idea, un bagno termale di 33 ore a Ramsar comporta un assorbimento di 1 mSv.
La radioattività media a Ramsar è di 10,2 mSv/anno, ossia cinque volte superiore al valore medio della radioattività naturale iraniana (2,04 mSv/anno) e più di quattro rispetto a quella media mondiale (2,4 mSv/anno).
Un completo studio scientifico iraniano ha esaminato l'esposizione degli abitanti di Ramsar. Sono state individuate alcune aree della città, definite a radiazione di fondo molto alta (ELNRA), aventi un valore di radioattività che va da 0,6 a 131 mSv/anno con una media di 6 mSv/anno. Rispetto alle zone dell'Iran a basso valore di radiazione di fondo (LLNRA), che hanno radioattività pari a 0,6-1,5 mSv/anno con una media di 0,7 mSv/anno, si ha dunque che il valore potenziale medio della dose di radioattività cui la gente è esposta nelle aree ELNRA è 8,5 volte più alta che non la popolazione che vive nelle zone LLNRA.
A Talesh Mahalleh alcune case hanno un'altissima concentrazione di gas radon per cui chi vi risiede ininterrottamente per un anno riceve un dose di 132 mSv, pari a quasi 189 volte le radiazioni ricevute dagli abitanti iraniani delle zone LLNRA e a 55 volte rispetto al valore medio mondiale di radioattività naturale. In un numero limitato di casi l'esposizione arriva a 200 volte (140 mSv/anno) quella delle persone che risiedono nelle zone LLNRA. La dose di 140 mSv è più alta della dose limite (100 mSv) raccomandata dall'International Commission on Radiation Protection (ICRP) per i lavoratori in centrali nucleari o in reparti di radiologia e medicina nucleare.
Secondo uno studio scientifico iraniano sulla località di Ramsar, i suoi abitanti sono risultati aventi un significativo incremento di CD69, espressione di cellule stimolate TCD4+ (P < 0,004), un significativo incremento di siero totale IgE (P < 0,05) e una più alta incidenza di aberrazioni cromosomiche stabili e instabili.
Molta parte della radiazione dell'area è dovuta a radio-226 disciolto nell'acqua delle fonti termali insieme a piccole quantità di uranio e torio provenienti da depositi di travertino. Ci sono più di nove fonti termali nell'area con diverse concentrazioni di radioisotopi, e queste sono usati come terme dai residenti e dai turisti. Questi alti livelli di radiazione non sembrano avere effetti negativi sulla salute dei residenti dell'area e anzi possibilmente li hanno resi leggermente più resistenti alle radiazioni, che è stato definito "paradosso da radiazione". È stato affermato che i residenti hanno una vita più salutare e lunga. Sulla base di queste osservazioni e altre evidenze, incluso il fatto che la vita è originata in ambienti molto più radioattivi, alcuni scienziati hanno messo in questione la validità del modello linear no-threshold (lineare senza soglia), di danno radioattivo, da cui dipendono gli attuali regolamenti di controllo degli effetti della radiazione. Altri scienziati puntano sul fatto che certi livelli moderati di radiazione possono in realtà essere benefici alla salute e avere un effetto positivo sulla popolazione, basandosi sul modello dell'ormesi da radiazione, secondo cui si innescherebbe il sistema di riparazione del DNA, interno a ogni cellula. A causa del consumo di acqua radioattiva intorno a Ramsar, i prodotti agricoli, come altre sostanze di origine biologica e gli umani sono leggermente radioattivi.